# Lista de campeãs femininas do NXT

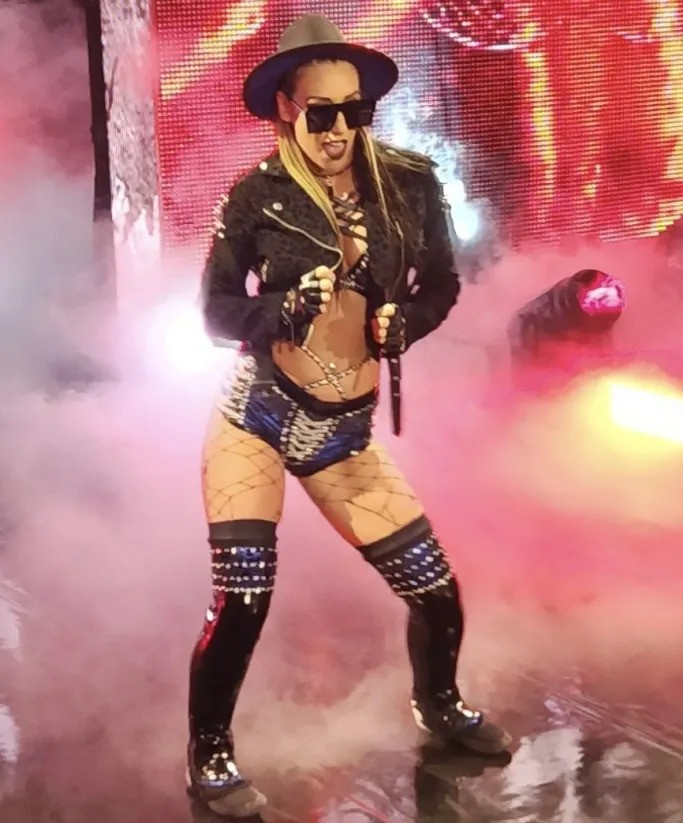
Atual campeã, Jacy Jayne.

O NXT Women's Championship (em português: Campeonato Feminino do NXT) é um campeonato de wrestling profissional feminino criado e promovido pela promoção americana de luta livre profissional WWE na marca NXT. O campeonato é geralmente disputado em combates de wrestling profissional, nos quais os participantes realizam finais roteirizados, em vez de competirem diretamente. A campeã inaugural foi Paige, que conquistou o título no NXT em 20 de junho de 2013. Jacy Jayne é a atual campeã em seu primeiro reinado. Ela derrotou Stephanie Vaquer no episódio do NXT em 27 de maio de 2025 em Orlando, Flórida.
Até 27 de julho de 2025, houve 23 reinados entre 20 campeãs e três ocasiões em que o título ficou vago. Paige foi a campeã inaugural. Asuka é a campeã com o reinado mais longo, com 510 dias, começando em 1º de abril de 2016 e terminando em 24 de agosto de 2017; no entanto, a WWE reconhece o reinado como 522 dias, considerando que terminou em 6 de setembro de 2017, data em que o episódio em que ela abdicou do título foi ao ar em transmissão gravada. Indi Hartwell possui o reinado mais curto, com 31 dias. Paige é a campeã mais jovem, conquistando o título aos 20 anos, enquanto Shayna Baszler é a mais velha, vencendo o campeonato aos 38 anos. Baszler, Charlotte Flair e Roxanne Perez estão empatadas com o maior número de reinados, cada uma com dois. Apenas três mulheres mantiveram o título por um reinado contínuo de um ano (365 dias) ou mais: Asuka, Shayna Baszler e Mandy Rose.

## Histórico do título
| Reinado | O número de reinados para a lutadora específica listada   |
| Local   | A cidade em que o título foi ganho                        |
| Evento  | O evento promovido pela empresa em que o título foi ganho |
| +       | Indica os dias do atual reinado em contagem               |

| Nº       | Campeã           | Reinado | Data                      | Dias com o título | Dias contados pela WWE | Local           | Evento                            | Notas | Ref.                 |
| -------- | ---------------- | ------- | ------------------------- | ----------------- | ---------------------- | --------------- | --------------------------------- | --- | -------------------- |
| WWE: NXT |                  |         |                           |                   |                        |                 |                                   | |                      |
| 1        | Paige            | 1       | 20 de junho de 2013       | 308               | 273                    | Winter Park, FL | NXT                               | Paige derrotou Emma na final de um torneio de oito lutadoras para se tornar na campeã inaugural. Exibido em 24 de julho de 2013. | [ 3 ] [ 4 ]          |
| —        | Vago             | —       | 24 de abril de 2014       | —                 | —                      | Baltimore, MD   | NXT                               | O gerente geral do NXT John "Bradshaw" Layfield tirou o título de Paige quando ela foi promovida ao plantel principal da WWE depois de vencer o Divas Championship. | [ 5 ]                |
| 2        | Charlotte        | 1       | 29 de maio de 2014        | 258               | 258                    | Winter Park, FL | NXT Takeover                      | Charlotte derrotou Natalya na final de um torneio envolvendo oito lutadoras pelo título vago. | [ 6 ]                |
| 3        | Sasha Banks      | 1       | 11 de fevereiro de 2015   | 192               | 191                    | Winter Park, FL | NXT TakeOver: Rival               | Foi uma luta fatal 4-way envolvendo também Bayley e Becky Lynch. | [ 7 ] [ 8 ]          |
| 4        | Bayley           | 1       | 22 de agosto de 2015      | 223               | 223                    | Nova Iorque, NY | NXT TakeOver: Brooklyn            | | [ 9 ]                |
| 5        | Asuka            | 1       | 1 de abril de 2016        | 510               | 522                    | Dallas, TX      | NXT TakeOver: Dallas              | | [ 10 ]               |
| —        | Vago             | —       | 24 de agosto de 2017      | —                 | —                      | Winter Park, FL | NXT                               | Após sofrer uma lesão na clavícula no TakeOver: Brooklyn III, Asuka abdicou do título. Exibido em 6 de setembro de 2017. | [ 11 ] [ 12 ] [ 13 ] |
| 6        | Ember Moon       | 1       | 18 de novembro de 2017    | 140               | 139                    | Houston, TX     | NXT TakeOver: WarGames            | Foi uma luta fatal 4-way envolvendo também Kairi Sane, Peyton Royce e Nikki Cross. | [ 14 ]               |
| 7        | Shayna Baszler   | 1       | 7 de abril de 2018        | 133               | 132                    | Nova Orleãs, LA | NXT TakeOver: New Orleans         | | [ 15 ]               |
| 8        | Kairi Sane       | 1       | 18 de agosto de 2018      | 71                | 71                     | Brooklyn, NY    | NXT TakeOver: Brooklyn 4          | | [ 16 ]               |
| 9        | Shayna Baszler   | 2       | 28 de outubro de 2018     | 416               | 416                    | Uniondale, NY   | WWE Evolution                     | | [ 17 ]               |
| 10       | Rhea Ripley      | 1       | 18 de dezembro de 2019    | 98 ou 99          | 108                    | Winter Park, FL | NXT                               | A WWE reconhece esse reinado como terminando em 5 de abril de 2020, data em que a luta foi transmitida. | [ 18 ]               |
| 11       | Charlotte Flair  | 2       | 25 ou 26 de março de 2020 | 73 ou 74          | 63                     | Orlando, FL     | Wrestlemania 36                   | Anteriormente conhecida apenas como Charlotte. A WrestleMania foi gravada nos dias 25 e 26 de março, mas não se sabe em qual desses dias essa luta foi gravada. A WWE reconhece esse reinado como começando em 5 de abril de 2020, data em que a luta foi transmitida. | [ 20 ]               |
| 12       | Io Shirai        | 1       | 7 de junho de 2020        | 304               | 304                    | Orlando, FL     | TakeOver: In Your House           | Foi uma luta triple threat envolvendo também Rhea Ripley. | [ 21 ]               |
| 13       | Raquel González  | 1       | 7 de abril de 2021        | 202               | 201                    | Orlando, FL     | TakeOver: Stand & Deliver Noite 1 | | [ 22 ]               |
| 14       | Mandy Rose       | 1       | 27 de outubro de 2021     | 413               | 413                    | Orlando, FL     | NXT 2.0: Halloween Havoc          | Este foi um combate Trick or Street Fight. Em 4 de setembro de 2022, no evento Worlds Collide, Rose derrotou Meiko Satomura e Blair Davenport em uma luta triple threat para unificar o Campeonato Feminino do NXT UK ao Campeonato Feminino do NXT. O Campeonato Feminino do NXT UK foi aposentado, e Rose seguiu como a campeã unificada do Campeonato Feminino do NXT. | [ 23 ]               |
| 15       | Roxanne Perez    | 1       | 13 de dezembro de 2022    | 109               | 108                    | Orlando, FL     | NXT                               | | [ 24 ]               |
| 16       | Indi Hartwell    | 1       | 1 de abril de 2023        | 31                | 31                     | Los Angeles, CA | Stand & Deliver                   | Esta foi uma luta de escadas envolvendo seis participantes, incluindo Gigi Dolin, Lyra Valkyria, Tiffany Stratton e Zoey Stark. Como resultado do Draft da WWE de 2023, Hartwell foi transferida para o Raw. | [ 25 ]               |
| —        | Vago             | —       | 2 de maio de 2023         | —                 | —                      | Orlando, FL     | NXT                               | Indi Hartwell voluntariamente abdicou do título após ser transferida para o Raw no Draft da WWE de 2023 e também devido a uma lesão no pé. | [ 26 ]               |
| 17       | Tiffany Stratton | 1       | 20 de maio de 2023        | 107               | 107                    | Lowell, MS      | Battleground                      | Derrotou Lyra Valkyria na final de um torneio de eliminação simples com oito mulheres para conquistar o campeonato vago. | [ 27 ]               |
| 18       | Becky Lynch      | 1       | 12 de setembro de 2023    | 42                | 42                     | Orlando, FL     | NXT                               | | [ 28 ]               |
| 19       | Lyra Valkyria    | 1       | 24 de outubro de 2023     | 165               | 164                    | Orlando, FL     | NXT: Halloween Havoc Noite 1      | | [ 29 ]               |
| 20       | Roxanne Perez    | 2       | 6 de abril de 2024        | 276               | 276                    | Filadélfia, PA  | Stand & Deliver                   | | [ 30 ]               |
| 21       | Giulia           | 1       | 7 de janeiro de 2025      | 63                | 63                     | Los Angeles, CA | NXT: New Year's Evil              | | [ 31 ]               |
| 22       | Stephanie Vaquer | 1       | 11 de março de 2025       | 77                | 77                     | Nova Iorque, NY | NXT: Roadblock                    | Esta foi uma luta Winner Takes All na qual Vaquer defendeu o Campeonato Norte-Americano Feminino do NXT. | [ 32 ]               |
| 23       | Jacy Jayne       | 1       | 27 de maio de 2025        | 61+               | 61+                    | Orlando, FL     | NXT                               | | [ 33 ]               |

## Reinados combinados
Em 27 de julho de 2025.
| † | Indica a atual campeã.                                                                        |
| ¤ | A duração exata de pelo menos um dos reinados é incerta, então a menor duração é considerada. |

| Pos. | Lutadora         | Reinados | Dias combinados | Dias combinados contados pela WWE |
| ---- | ---------------- | -------- | --------------- | --------------------------------- |
| 1    | Shayna Baszler   | 2        | 549             | 548                               |
| 2    | Asuka            | 1        | 510             | 522                               |
| 3    | Mandy Rose       | 1        | 413             | 413                               |
| 4    | Roxanne Perez    | 2        | 385             | 385                               |
| 5    | Charlotte Flair  | 2        | ¤331            | 321                               |
| 6    | Paige            | 1        | 308             | 273                               |
| 7    | Io Shirai        | 1        | 304             | 304                               |
| 8    | Bayley           | 1        | 223             | 223                               |
| 9    | Raquel González  | 1        | 202             | 201                               |
| 10   | Sasha Banks      | 1        | 192             | 191                               |
| 11   | Lyra Valkyria    | 1        | 165             | 164                               |
| 12   | Ember Moon       | 1        | 140             | 139                               |
| 13   | Tiffany Stratton | 1        | 107             | 107                               |
| 14   | Rhea Ripley      | 1        | ¤98             | 108                               |
| 15   | Stephanie Vaquer | 1        | 77              | 77                                |
| 16   | Kairi Sane       | 1        | 71              | 71                                |
| 17   | Giulia           | 1        | 63              | 63                                |
| 18   | Jacy Jayne †     | 1        | 61+             | 61+                               |
| 19   | Becky Lynch      | 1        | 42              | 42                                |
| 20   | Indi Hartwell    | 1        | 31              | 31                                |